# Cinema Audio Society
La Cinema Audio Society (en abrégé CAS) est une société de l'industrie cinématographique américaine regroupant les ingénieurs du son de mixage de films, fondée en 1964. La CAS décerne chaque année depuis 1994 les Cinema Audio Society Awards.
Le concours est ouvert aux longs métrages et programmes télévisés sortis ou diffusés au cours de l'année civile. Les gagnants sont révélés lors d'une cérémonie sous enveloppe scellée lors du banquet de remise des prix de la Cinema Audio Society au printemps suivant. Les gagnants sont sélectionnés entièrement par un vote écrit du C.A.S. membres actifs.
Les prix comprennent également un prix du cinéaste, un prix pour l'excellence de sa carrière, un prix de reconnaissance des étudiants et un prix d'excellence technique.

## Historique
La Cinema Audio Society a été créée en 1964. La 55e cérémonie annuelle de remise des prix CAS s'est tenue le samedi 16 février 2019 à l'InterContinental Los Angeles Downtown Hotel—Wilshire Grand Ballroom, Los Angeles, Californie.
Après un événement virtuel en 2021, les CAS Awards reviennent sous forme d'événement en direct le samedi 19 mars 2022 dans la Wilshire Grand Ballroom de l'InterContinental Los Angeles Downtown. L'écrivaine et actrice Kirsten Vangsness (Esprits criminels) animera l'événement avec d'autres présentateurs.

## Catégories de récompenses
- Meilleur mixage sonore pour un film (Outstanding Achievement in Sound Mixing for Motion Pictures)
- Meilleur mixage sonore pour un long métrage (Outstanding Achievement in Sound Mixing for Feature Films)
- Meilleur mixage sonore pour un film en prises de vues réelles (Outstanding Achievement in Sound Mixing for Motion Pictures - Live Action)
- Meilleur mixage sonore pour un film d'animation (Outstanding Achievement in Sound Mixing for Motion Pictures - Animated)
- Meilleur mixage sonore pour un téléfilm ou mini-série
- Meilleur mixage sonore pour une série télévisée
- Meilleur mixage sonore pour un documentaire ou émission musicale ou spéciale
- Meilleur mixage sonore pour la programmation originale de DVD (Outstanding Achievement in Sound Mixing for DVD Original Programming)

## Palmarès 1994

### Meilleur mixage sonore pour un film
- Jurassic Park – Ron Judkins, Shawn Murphy, Gary Summers et Gary Rydstrom

## Palmarès 1997

### Meilleur mixage sonore pour un long métrage
- [[Independence Day (film, 1996)|Independence Day]] – Bob Beemer, Bill W. Benton, Chris Carpenter et Jeff Wexler

## Palmarès 1998

### Meilleur mixage sonore pour un film
- [[Men in Black (film, 1997)|Men in Black]] – Michael Barry, Lee Dichter, Peter F. Kurland et Skip Lievsay

## Palmarès 1999

### Meilleur mixage sonore pour un long métrage
- Armageddon – Kevin O'Connell, Greg P. Russell (en) et Keith A. Wester

## Palmarès 2000

### Meilleur mixage sonore pour un long métrage
- Sixième Sens (The Sixth Sense) – Allan Byer, Michael Kirchberger et Reilly Steele

## Palmarès 2001

### Meilleur mixage sonore pour un long métrage
- Seul au monde (Cast Away) – Tom Johnson, William B. Kaplan, Dennis Sands et Randy Thom

## Palmarès 2002

### Meilleur mixage sonore pour un film
- Pearl Harbor – Kevin O'Connell, Peter J. Devlin et Greg P. Russell

## Palmarès 2003

### Meilleur mixage sonore pour un film
- Les Sentiers de la perdition (Road to Perdition) – Scott Millan, Bob Beemer et John Pritchett[5]
  - Spider-Man – Ed Novick, Kevin O'Connell et Greg P. Russell

## Palmarès 2004

### Meilleur mixage sonore pour un film
- Pirates des Caraïbes : La Malédiction du Black Pearl (Pirates of the Caribbean: The Curse of the Black Pearl) – Christopher Boyes, David E. Campbell, David Parker et Lee Orloff

## Palmarès 2005

### Meilleur mixage sonore pour un film
- Spider-Man 2 – Joseph Geisinger, Kevin O'Connell, Greg P. Russell et Jeffrey J. Haboush

## Palmarès 2006

### Meilleur mixage sonore pour un film
- La Guerre des mondes (War of the Worlds) – Anna Behlmer, Ron Judkins et Andy Nelson

## Palmarès 2007

### Meilleur mixage sonore pour un film
- Mémoires de nos pères (Flags of Our Fathers) – David E. Campbell, Walt Martin, John T. Reitz et Gregg Rudloff
- Pirates des Caraïbes : Le Secret du coffre maudit (Pirates of the Caribbean : Dead Man's Chest) – Christopher Boyes, Paul Massey et Lee Orloff

### Meilleur mixage sonore pour la programmation originale de DVD
- Ultimate Avengers – Mike Draghi et Eric Lewis

## Palmarès 2008

### Meilleur mixage sonore d'un film
- Transformers – Peter J. Devlin, Kevin O'Connell et Greg P. Russel

### Meilleur mixage sonore pour la programmation originale de DVD
- The Invincible Iron Man – Mike Draghi et Eric Lewis

## Palmarès 2010

### Meilleur mixage sonore d'un film
- Transformers 2 : La Revanche (Transformers: Revenge of the Fallen) – Geoffrey Patterson, Greg P. Russell et Gary Summers

## Palmarès 2012

### Meilleur mixage sonore pour un film
- Pirates des Caraïbes : La Fontaine de Jouvence (Pirates of the Caribbean: On Stranger Tides) – Christopher Boyes, Paul Massey, Alan Meyerson et Lee Orloff

## Palmarès 2015

### Meilleur mixage sonore pour un film d’animation
- Les Nouveaux Héros (Big Hero 6) – Gabriel Guy, David E. Fluhr, Alan Meyerson et Mary Jo Lang

## Palmarès 2019

### Meilleur mixage sonore pour un film en prises de vues réelles
- Sans un bruit (A Quiet Place) – Michael Barosky, Michael Barry, Bob Lacivita, Tyson Lozensky, Peter Persaud et Brandon Proctor

## Palmarès 2023

### Meilleur mixage sonore pour un film sorti hors salle ou d’une série limitée
- Prey – Joel Dougherty, Craig Henighan, Connor Nagy, Ron Osiowy, Jamison Rabbe, Chris Terhune et Frank Wolf